# 影像情報
影像情報（英語：Imagery Intelligence，簡稱IMINT，發音為「Im-Int」或「I-Mint」），是一種情報蒐集技術，通過分析（或「剖析」）影像以識別具有情報價值的資訊。 用於軍事情報的影像一般來自衛星影像或航空攝影。
作為情報蒐集技術，IMINT 產出高度依賴完善的情報收集管理系統，並常輔以非影像型測量與特徵情報（MASINT）傳感器，例如電光及雷達感測。

## 歷史

### 起源
雖然航空攝影在第一次世界大戰期間已被廣泛使用，但直至第二次世界大戰才開始專業化的影像情報行動。1928年，英國皇家空軍研發出電加熱航空相機，使偵察機可於高空拍攝而不會凍結。
1939年，西德尼·科頓與莫里斯·隆巴頓建議用快速小型飛機高空偵察，並將噴火戰鬥機改裝去除武器與無線電，裝設額外燃油及攝影機，發展出PR型噴火機。這些飛機在高空時速可達396英里，配備加熱攝影機以確保影像品質。
自1941年起，英國Medmenham皇家空軍基地為歐洲和地中海戰區影像解讀中心，1942年成立中央解讀單位（CIU）。 到1945年，每日處理25,000張底片和60,000張照片。美軍人員陸續加入，1944年改為「盟軍中央解讀單位」（ACIU），編制超過1,700人，包括電影業及考古學家人才。

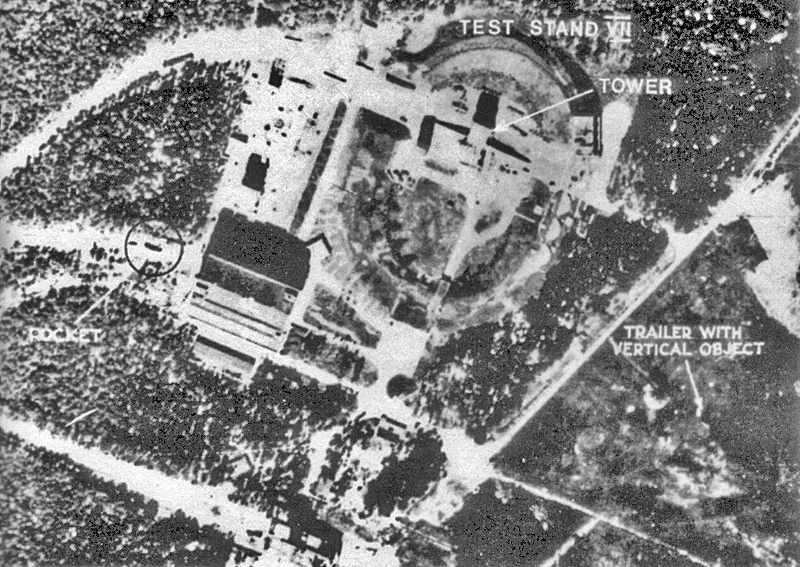
空拍皮內明德陸軍研究中心的測試台VII

Medmenham的重要突破為立體影像技術（重疊60%），使偵測德國火箭設施如V-1、V-2成為可能，並協助盟軍摧毀德國北方飛彈基地。

### 戰後偵察機

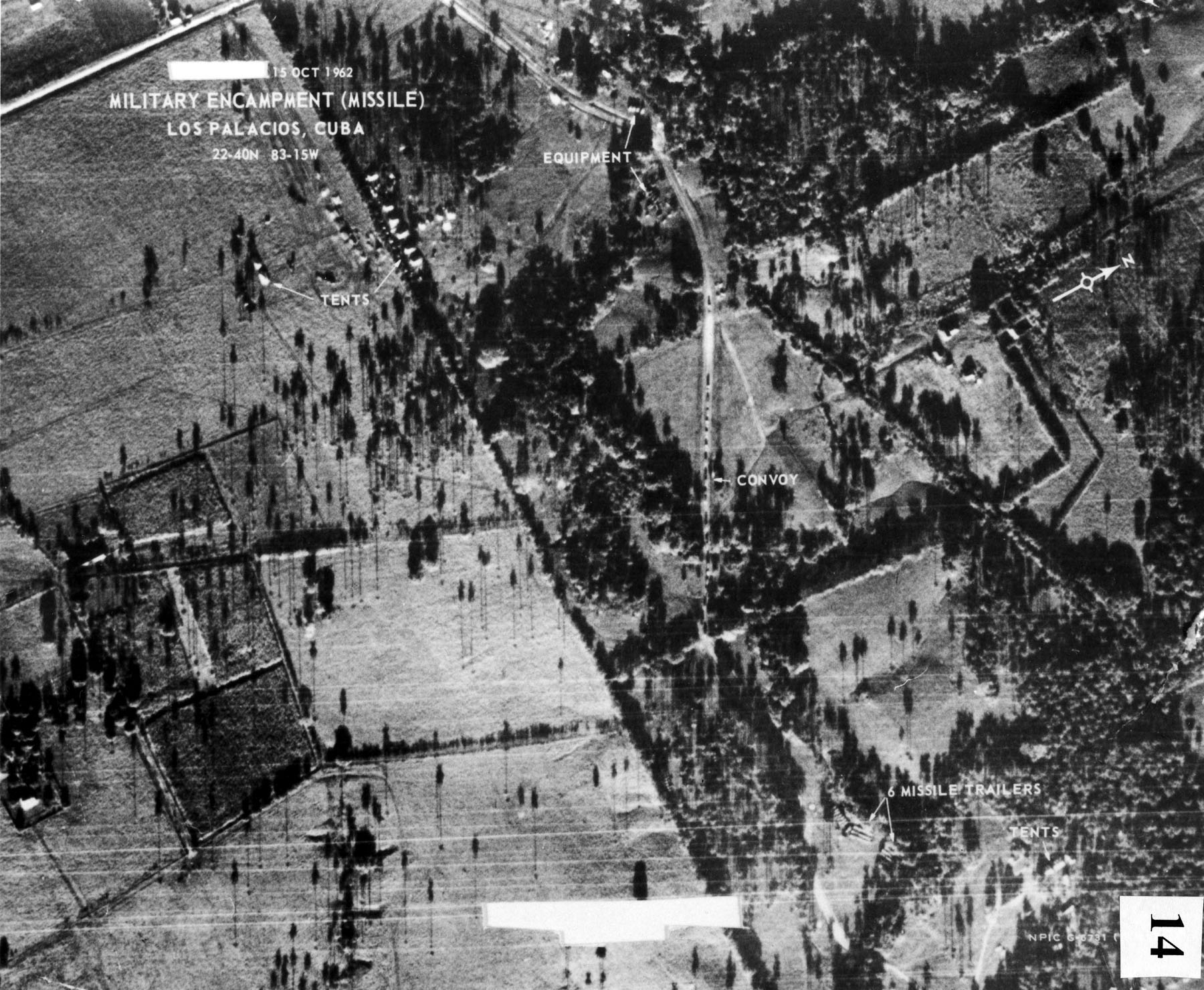
1962年古巴飛彈危機期間由洛克希德U-2拍攝

二戰後，美英發展高空偵察機如英電坎培拉式轟炸機、B-57，以及專用的U-2、SR-71 黑鳥。駕駛這類飛機需高度專業訓練，且風險極高。 有傳聞美國1980年代建造超音速偵察機極光計畫替代SR-71。美國自1960年代起由國家偵察辦公室統籌空中和衛星偵察。

### 衛星偵察的興起

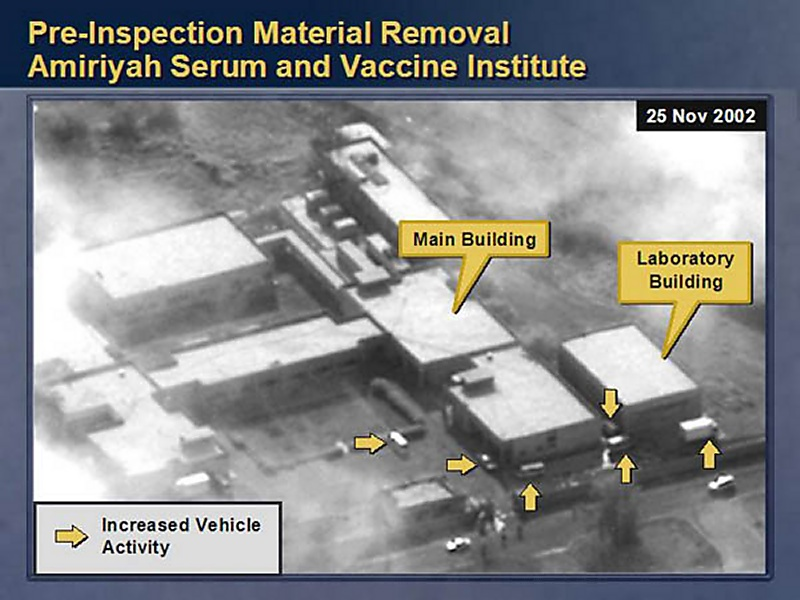
2002年美國衛星影像顯示伊拉克疫苗研究所

早期偵察衛星以底片拍攝並回收，代號如CORONA計畫、KH-7 GAMBIT，解析度可達數公分。 1960年「發現者14號」任務為首個成功回收衛星底片案例。
蘇聯1961至1994年間發射約500顆Zenit間諜衛星回收膠囊。1976年起美國使用KH-11，首次用CCD，俄羅斯相對應衛星為Resurs DK與Persona。

## 航空器與衛星

### 航空器
高、低空偵察機如U-2、SR-71等可取得高解析度影像，但有被擊落風險，如1960年U-2事件。無人機廣泛用於影像與信號情報收集，為現代戰場重要「空中之眼」。

### 衛星
衛星雖然解析度低於航空攝影，但可長時間大範圍覆蓋，尤其對敵方控制區更有優勢。現代間諜衛星多配置於低軌道或太陽同步軌道。
以哈伯太空望遠鏡為例，2.4公尺鏡面在590公里高空的理論解析度為16公分，現代美國IMINT衛星解析度約10公分，只能識別車輛，無法辨識報紙文字。
衛星影像除軍事用途，也用於製作三維地圖、監控農作物生長、紅外感測、熱成像等。商業高解析度衛星（如IKONOS、QuickBird、Worldview-1）已可商用。

## 分析方法
IMINT 報告價值取決於即時性與內容詳盡度的平衡。美國陸軍手冊將 IMINT 分析分為三階段：
- 第一階段：「時間主導」分析，用於即時作戰需求。
- 第二階段：支援短至中期決策，結合多時期影像判讀。
- 第三階段：戰略層級分析，整合大量歷史資料與多源情報，通常用於地理空間情報（GEOINT）。

## 延伸閱讀
- Beitler, Stephen S.〈Imagery Intelligence〉. In: The Military Intelligence Community (2019).
- Caddell Jr, Joseph W.〈Corona over Cuba〉. In: Intelligence and National Security (2016).
- Downing, Taylor. Spies in the Sky. 2011.

## 外部連結
- 影像情報入門
- 澳洲國防衛星通訊站
- 派恩蓋普美澳情報設施